# Tangará da Serra
Tangará da Serra – miasto i gmina w Brazylii, w stanie Mato Grosso.